# قطاع الاتصالات الراديوية
قطاع الاتصالات الراديوية (ITU-R) واحداً من القطاعات الثلاثة التابعة للاتحاد الدولي للاتصالات (ITU) وهو مسؤول عن الاتصالات الراديوية.
ويتمثل دورها في إدارة الطيف الترددي الراديوي الدولي
وموارد مدار الاقمار الصناعية ووضع معايير لأنظمة الاتصالات الراديوية بهدف ضمان الاستخدام الفعال للطيف.
يُطلب من الاتحاد، وفقاً لدستورة، توزيع الطيف وتخصيص الترددات المدارية «من أجل تجنب التداخل الضار بين المحطات الراديوية في مختلف البلدان».
ولذلك فإن النظام الدولي لإدارة الطيف يستند إلى إجراءات تنظيمية لتنسيق الترددات والإخطار والتسجيل.
لدى قطاع الاتصالات الراديوية أمانة دائمة، هي مكتب الاتصالات الراديوية، مقرها في مقر الاتحاد في جنيف، سويسرا.

## روابط خارجية
الاتحاد الدولي للاتصالات